# Blakea clusiifolia
Blakea clusiifolia är en tvåhjärtbladig växtart som beskrevs av Henry Allan Gleason. Blakea clusiifolia ingår i släktet Blakea och familjen Melastomataceae. Inga underarter finns listade i Catalogue of Life.